# Rediviva gigas
Rediviva gigas är en biart som beskrevs av John Whitehead och Steiner 1993. Rediviva gigas ingår i släktet Rediviva och familjen sommarbin. Inga underarter finns listade i Catalogue of Life.